# ميخائيل أبينجتون
ميخائيل أبينجتون (8 مارس 1965 في زامبيا - ) (بالإنجليزية: Michael Abington)‏ هو لاعب كريكت بريطاني.

## وصلات خارجية
- ميخائيل أبينجتون على موقع إي آس بي آن كريك إنفو (الإنجليزية)